# Powieść rzeczy istej o założeniu klasztora na Łysej Gorze
Powieść rzeczy istej o założeniu klasztora na Łysej Gorze – polski utwór prozatorski wydany ok. 1538, opisujący dzieje klasztoru benedyktynów na Łysej Górze.
Pełny tytuł utworu brzmiał: Powieść rzeczy istej o założeniu klasztora na Łysej Gorze braciej zakonu świętego Benedykta. I też o tym, jako Drzewo Świętego Krzyża na tę gorę jest przyniesiono. Pierwsze wydanie dzieła ukazało w Krakowie ok. 1538 nakładem Heleny, wdowy po Florianie Unglerze. Z tego wydania zachowały się cztery karty. Kolejne wydania ukazały się ok. 1554-1567 i ok. 1570.
Utwór został przełożony z łacińskiego tekstu Narratio fundationis monasterii Monte Clavii, wydanego przez Unglera w Krakowie w 1536. Dzieło składa się dwóch pseudo-historycznych opowiadań, zawierających wiele motywów legendarnych oraz nieścisłości historycznych. Pierwszy tekst opowiada o założeniu klasztoru benedyktynów na Łysej Górze przez Bolesława Chrobrego, drugi – o grabieży drzewa Krzyża Świętego przez Tatarów i cudownym powrocie relikwii do klasztoru.